# Eckerd Tennis Open
L'Eckerd Tennis Open è stato un torneo femminile di tennis giocato dal 1971 al 1990. Si è disputato a Palm Harbor negli USA nel 1977, a Clearwater negli USA nel 1978 e a Tampa negli USA dal 1979 al 1990 su campi in cemento dal 1977 al 1986 e sulla terra rossa dal 1987 al 1990.

## Albo d'oro

### Singolare
| Anno       | Campionessa             | Finalista               | Punteggio     |               |
| ---------- | ----------------------- | ----------------------- | ------------- | ------------- |
| 1971       | Chris Evert (1)         | Julie Heldman           | 6–1, 6–2      |               |
| 1972       | Nancy Richey            | Chris Evert             | 6–3, 6–4      |               |
| 1973       | Chris Evert (2)         | Evonne Goolagong        | 6–2, 0–6, 6–4 |               |
| 1974       | Chris Evert (3)         | Kerry Reid              | 6–0, 6–1      |               |
| 1975- 1976 | Non disputato           | Non disputato           | Non disputato | Non disputato |
| 1977       | Virginia Ruzici         | Laura DuPont            | 6–4, 4–6, 6–2 |               |
| 1978       | Virginia Wade           | Anna-Maria Fernández    | 6–4, 7–6      |               |
| 1979       | Evonne Goolagong Cawley | Virginia Wade           | 6–0, 6–3      |               |
| 1980       | Andrea Jaeger           | Tracy Austin            | Walkover      |               |
| 1981       | Martina Navrátilová (1) | Bettina Bunge           | 5–7, 6–2, 6–0 |               |
| 1982       | Chris Evert-Lloyd (4)   | Andrea Jaeger           | 3–6, 6–1, 6–4 |               |
| 1983       | Martina Navrátilová (2) | Pam Shriver             | 6–3, 6–2      |               |
| 1984       | Michelle Torres         | Carling Bassett         | 6–1, 7–6      |               |
| 1985       | Stephanie Rehe          | Gabriela Sabatini       | 6–4, 6–7, 7–5 |               |
| 1986       | Lori McNeil             | Zina Garrison           | 2–6, 7–5, 6–2 |               |
| 1987       | Chris Evert-Lloyd (5)   | Kate Gompert            | 6–3, 6–2      |               |
| 1988       | Chris Evert (6)         | Arantxa Sánchez Vicario | 7–6, 6–4      |               |
| 1989       | Conchita Martínez       | Gabriela Sabatini       | 6–3, 6–2      |               |
| 1990       | Monica Seles            | Katerina Maleeva        | 6–1, 6–0      |               |

### Doppio
| Anno       | Campionesse                              | Finaliste                           | Punteggio     |               |
| ---------- | ---------------------------------------- | ----------------------------------- | ------------- | ------------- |
| 1971       | Françoise Dürr Ann Haydon-Jones          | Judy Tegart Julie Heldman           | 7–6, 3–6, 6–3 |               |
| 1972       | Karen Krantzcke Wendy Overton            | Judy Tegart Françoise Dürr          | 7–5, 6–4      |               |
| 1973       | Chris Evert (1) Jeanne Evert             | Evonne Goolagong Janet Young        | 6–2, 7–6      |               |
| 1974       | Ol'ga Morozova Betty Stöve               | Chris Evert Evonne Goolagong        | 6–4, 6–2      |               |
| 1975- 1976 | Non disputato                            | Non disputato                       | Non disputato | Non disputato |
| 1977       | Delina Ann Boshoff Ilana Kloss           | Brigette Cuypers Marise Kruger      | 6–7, 6–2, 6–2 |               |
| 1978       | Martina Navrátilová (1) Anne Smith (1)   | Kerry Reid Wendy Turnbull           | 7–6(4), 6–3   |               |
| 1979       | Virginia Ruzici Anne Smith (2)           | Ilana Kloss Betty-Ann Stuart        | 7–5, 4–6, 7–5 |               |
| 1980       | Rosemary Casals (1) Candy Reynolds       | Anne Smith Paula Smith              | 7–6, 7–5      |               |
| 1981       | Rosemary Casals (2) Wendy Turnbull (1)   | Martina Navrátilová Renáta Tomanová | 6–3, 6–4      |               |
| 1982       | Ann Kiyomura Paula Smith                 | Mary Lou Daniels Wendy White        | 6–2, 6–4      |               |
| 1983       | Martina Navrátilová (2) Pam Shriver      | Bonnie Gadusek Wendy White          | 6–0, 6–1      |               |
| 1984       | Carling Bassett (1) Elizabeth Sayers     | Mary Lou Daniels Wendy White        | 6–4, 6–3      |               |
| 1985       | Carling Bassett (2) Gabriela Sabatini    | Lisa Bonder Laura Arraya            | 6–0, 6–0      |               |
| 1986       | Elise Burgin Rosalyn Fairbank            | Gigi Fernández Kim Sands            | 7–5, 6–2      |               |
| 1987       | Chris Evert-Lloyd (2) Wendy Turnbull (2) | Elise Burgin Rosalyn Fairbank       | 6–4, 6–3      |               |
| 1988       | Terry Phelps Raffaella Reggi             | Cammy MacGregor Cynthia MacGregor   | 6–2, 6–4      |               |
| 1989       | Brenda Schultz Andrea Temesvári          | Elise Burgin Rosalyn Fairbank       | 7–6, 6–4      |               |
| 1990       | Mercedes Paz Arantxa Sánchez Vicario     | Sandra Cecchini Laura Arraya        | 6–2, 6–0      |               |